# Шимун Врочек
Шимун Врочек (настоящее имя Дмитрий Станиславович Овчинников) — российский писатель-фантаст.

## Биография
Родился в 1976 году на Урале, в городе Кунгур Пермской области, вырос в Нижневартовске. Двоюродный дядя — хоккеист Альберт Мальгин. Троюродный брат — хоккеист сборной Швейцарии Денис Мальгин. После окончания Университет нефти и газа имени И. М. Губкина, поступил в аспирантуру, которую не закончил.
В 2003 году поступил в ГИТИС на актёрское отделение. Проучился год, затем поступил в Щукинское училище на режиссёрское отделение (курс Леонида Хейфеца). После рождения дочери в 2005 году покинул училище. Живёт в Москве.
Автор романов «Дикий Талант» (в соавторстве с Виталием Обединым) и «Метро 2033: Питер», также повестей и рассказов. На литературном поприще дебютировал в 2001 году рассказом «Три мёртвых бога» в газете «Фантаст».
В 2005 году победитель конкурса «Рваная грелка». В 2006 году стал лауреатом премий журнала «Мир фантастики» за лучший отечественный сборник. В том же году на фестивале «Звездный мост» получил «Золотой кадуцей» за сборник рассказов «Сержанту никто не звонит».
В 2011 году за роман «Метро 2033: Питер» получил «Золотой Роскон» в номинации «Межавторский проект».

## Особенности творчества
Для творчества Врочека характерны нарочито мужские образы и эмоции: излюбленное место действия — война, самый подходящий жанр — короткий рассказ. Сергей Некрасов отмечает следующиее особенности прозы Врочека: «стремление к эмоциональной насыщенности текста, использование фантастических образов как инструмента, вызывающего глубокие эмоциональные впечатления», а также «поколенческую проблематику — страх перед будущим, тотальное недоверие к любым проектам его обустройства».  
Рассказам Врочека присущ кинематографический стиль. Сюжеты при этом соответствуют стилю: в рассказе «Ужасный механический человек Джона Керлингтона» в декорациях паропанка рассказана типичная для вестерна история с заметным влиянием Серджио Леоне, в «Человеке из Голливуда» реальность смешана с сюжетами и персонажами голливудской классики — фильмов «Мальтийский сокол» и «Глубокий сон», герой «Комсомольской сказки» (2011) перетолковывает советскую действительность в стиле Бажова или Шергина.

## Список произведений
- Сержанту никто не звонит. Сборник рассказов, 2006
- Дикий Талант (в соавторстве с Виталием Обединым). Роман, 2009
- Вселенная Метро 2033: Питер. Роман, 2010
- Танго железного сердца. Сборник, 2011
- Рим. К. 1. Последний Легат (в проекте Этногенез), 2011
- "Убер и революция" (в сборнике рассказов "Метро 2033: Последнее убежище", АСТ, Астрель; Москва), 2012
- Рим. К. 2. Легионы просят огня (в проект Этногенез не вошла), 2015
- Вселенная Метро 2035: Питер. Война. Роман, 2018
- Золотая пуля (в соавторстве с Юрием Некрасовым). Роман, 2019
- Как выжить среди принцесс. Сборник рассказов, 2019
- Вселенная Метро 2035: Питер. Специальное издание. Роман, 2019.
- Вселенная Метро 2035: Питер. Битва близнецов. Роман, 2019.